# Боденвердер
Боденвердер (нім. Bodenwerder) — маленьке історичне місто, що входить у федеральну землю Нижня Саксонія, у центрі Німеччини. Входить до складу району Гольцмінден. Адміністративний центр об'єднання громад Боденвердер-Полле. Батьківщина барона Мюнхгаузена. Площа — 28,92 км2. Населення становить 5548 ос. (станом на 31 грудня 2021).
Офіційний код містечка — 03 2 55 003.

## Розташування та районування
Боденвердер розташувався у місцевості між Гамельном та Гольцмінденом у верхів'ї Везера.
Традиційне районування Боденвердера:
- Боденвердер-міт-Тран (Bodenwerder mit Thran);
- Бухлаген (Buchhagen);
- Кемнаде (Kemnade);
- Лінзе (Linse);
- Рюле (Rühle).

## Населення
Змінюваність чисельності населення Боденвердера протягом останніх 2 десятиліть (1990—2000-і роки) демонструє нижче наведена таблиця:
| Рік  | Населення |
| ---- | --------- |
| 1990 | 6080      |
| 1995 | 6201      |
| 2000 | 6368      |
| 2005 | 6124      |
| 2010 | 5646      |

## З історії міста

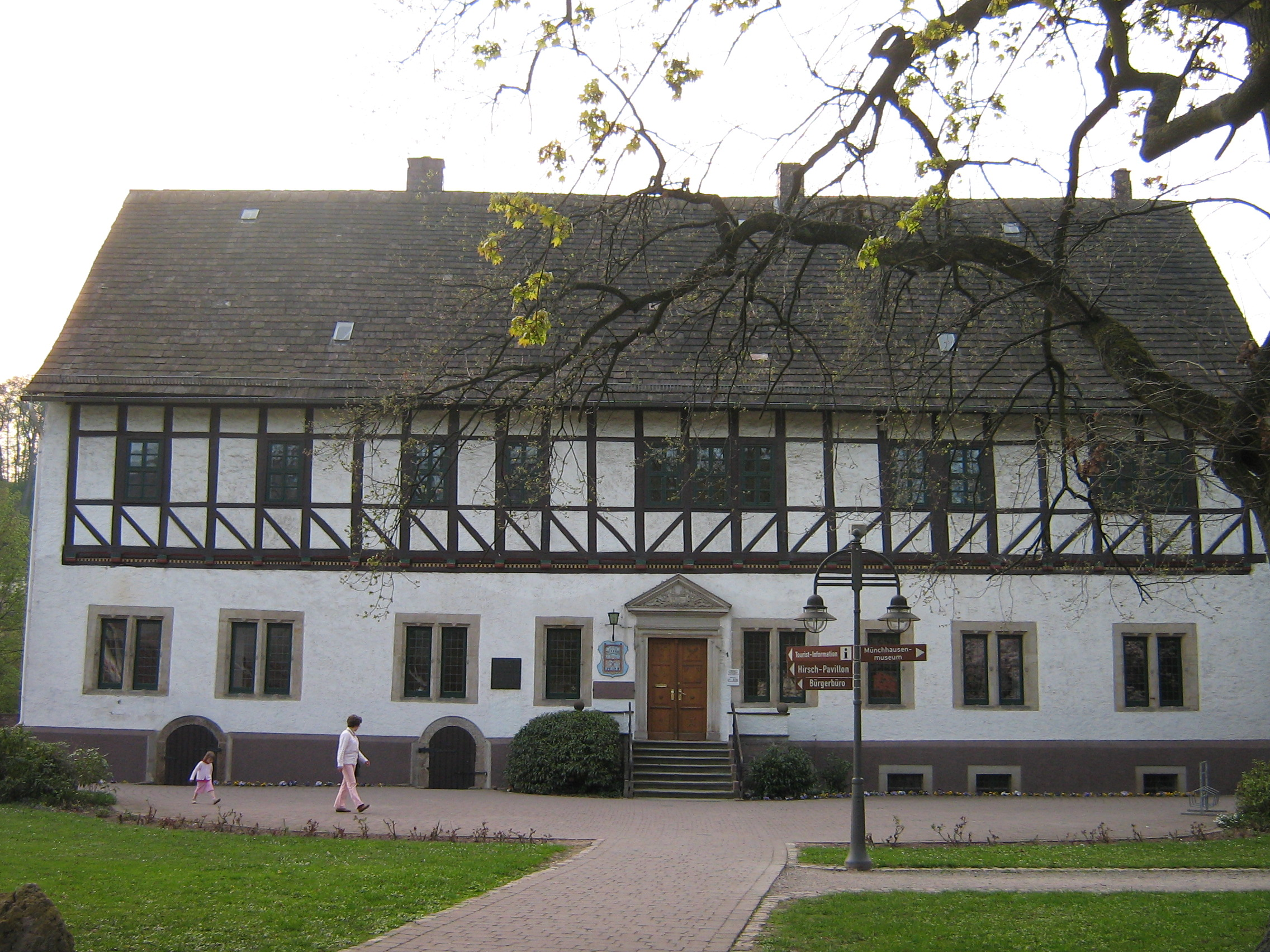
Ратуша Боденвердера і родинне гніздо Мюнхгаузенів

Поселення вперше отримало статус міста в 1287 році за правління лицаря Генріха II з Гомбурга (Heinrich II von Homburg). У 1289 році тут уже існував важливий міст через річку тут, що пов'язував містечко з Гамельном-Падерборном та Айнбеком-Франкфуртом.
Близько 1340 року один з гомбурзьких управителів запланував і звів у цій місцині укріплення з мурами й вежами, залишки якого збереглися до наших днів.
У 1750 році уродженець Боденвердера барон Мюнхгаузен (†1797) віддалився у свій спадковий маєток тут, і розповідав своєму товариству знамениті й неймовірні історії, що стали поживою для літераторів й уславили барона як літературного персонажа, а заразом і його рідне містечко.
Будинок Мюнхгаузена був придбаний містом у 1935 році, й використовувався спершу як ратуша, згодом переобладнаний також на музей Мюнхгаузена.

## Культура і пам'ятки

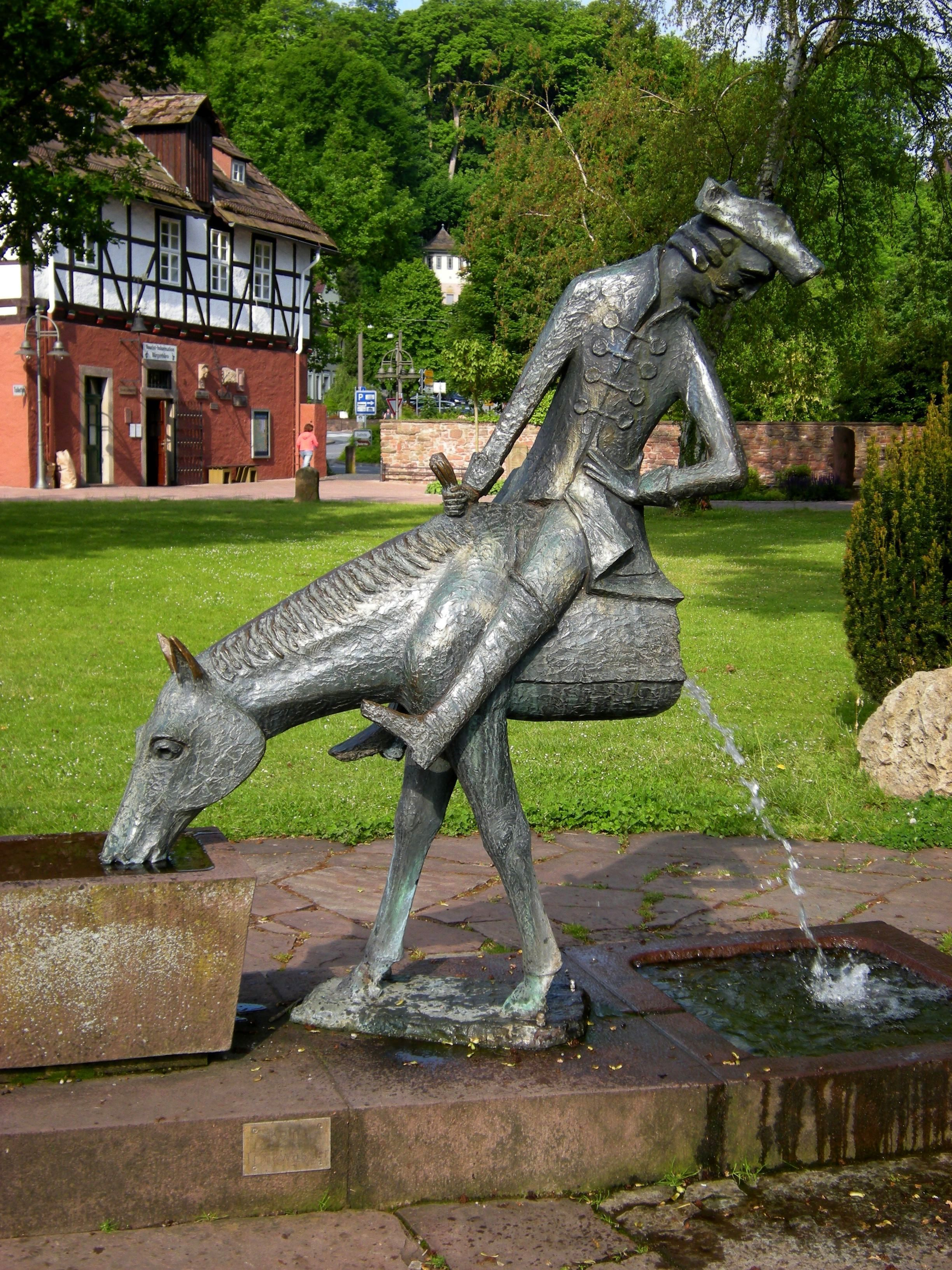
Пам'ятник Мюнхгаузену на його батьківщині

Боденвердер, попри свій невеликий розмір, є знаменитим містом, завдяки тому, що є батьківщиною барона Мюнхгаузена. Будинок Мюнхгаузенів, де народився, жив і помер барон Єронім Карл Фрідріх, є головною визначною пам'яткою міста, у теперішній час у ньому розташовуються муніципалітет і музей. У місті також численні меморіальні місця, «пов'язані» зі знаменитим бароном. У Боденвердері показують могилу Мюнхгаузена, доволі відомим є оригінальний пам'ятник-фонтан баронові-вершнику, що всівся на півконя, ззаду якого ллється вода.
У місті також численні історико-архітектурні та сакральні пам'ятки: романська церква у міському районі Кемнаде, каплиця св. Гертруди, міська церква св. Ніколауса, залишки середньовічної фортеці (бастіон і надбрамна вежа), ратуша тощо.
Щорічно в місті влаштовуються численні свята й культурні акції, присвячені барону Мюнхгаузену, у ході яких місцевий житель, який зображає барона, «літає» за допомогою вертольота на гарматному ядрі.

## Галерея

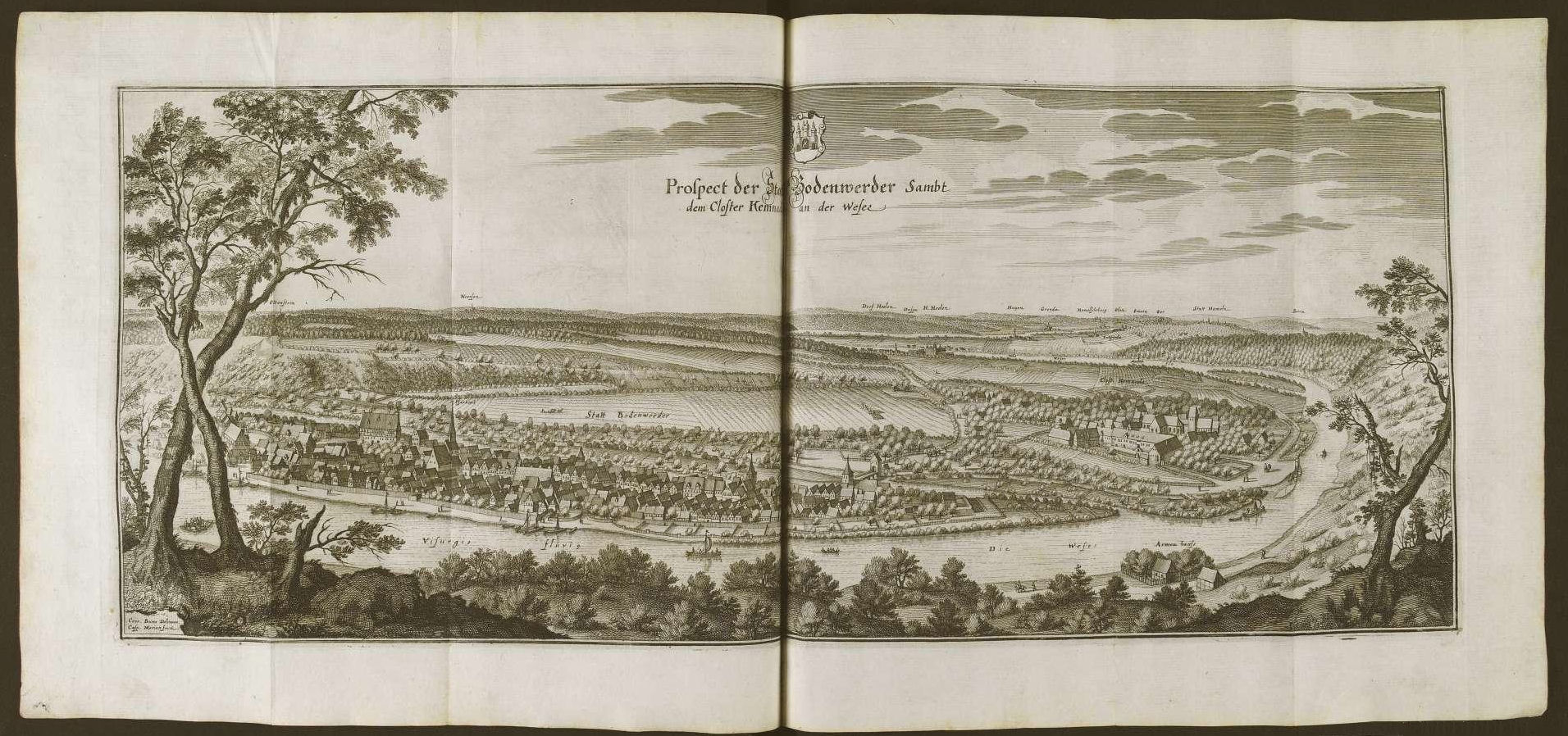
Боденвердер на гравюрі сер. XVII ст.
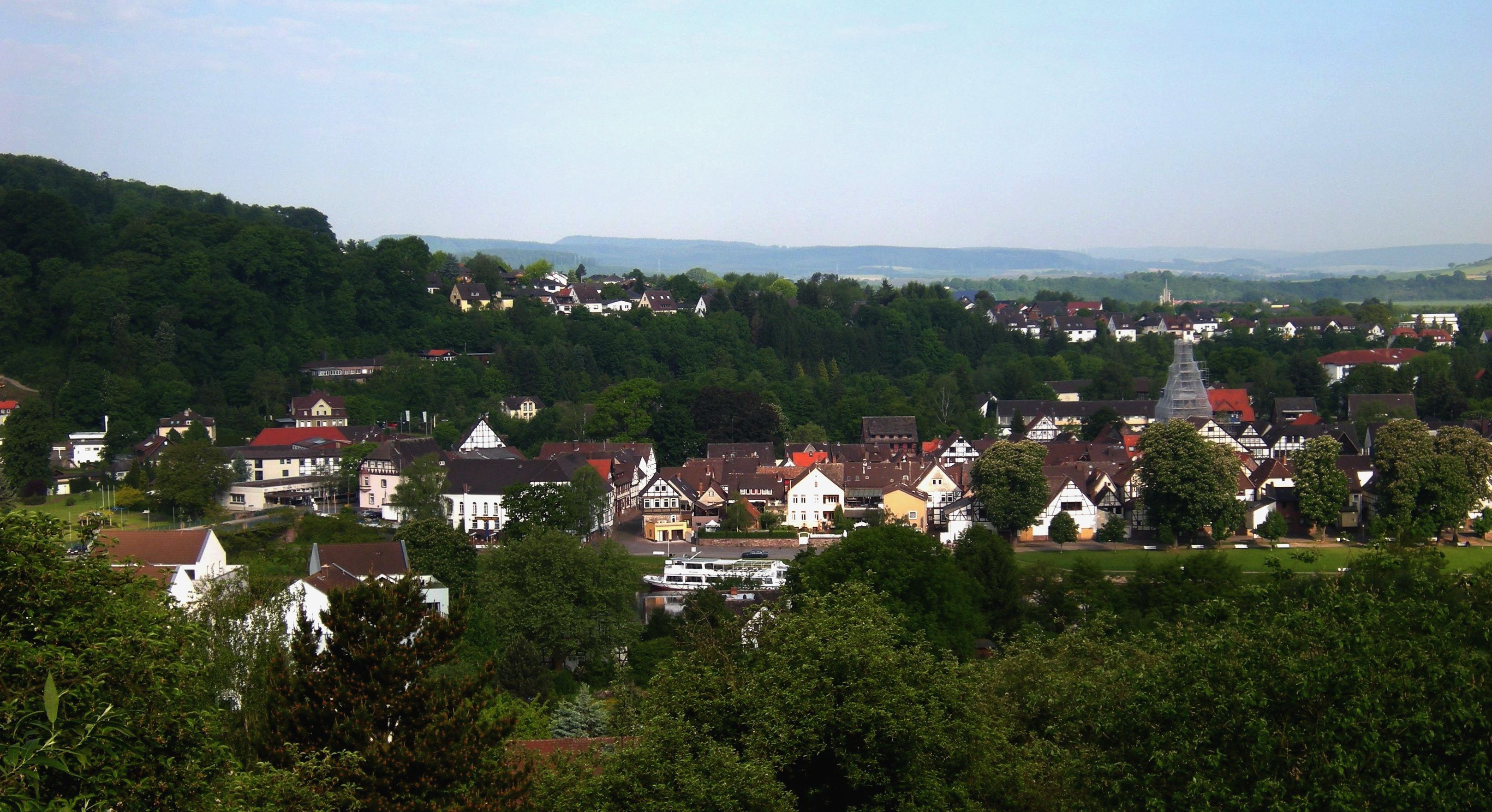
Вид на Боденвердер з південного сходу, травень 2008 року
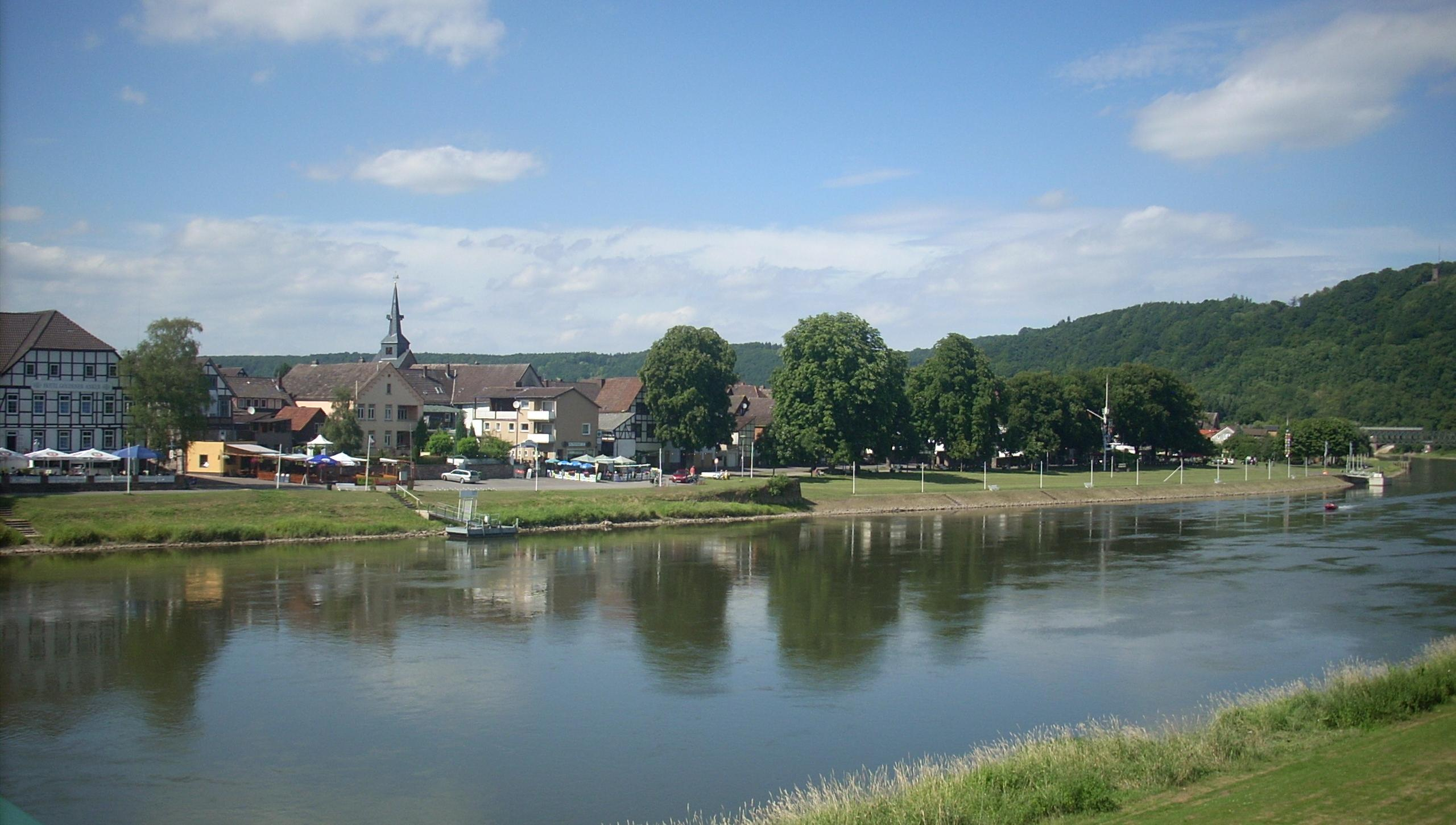
Везер у Боденвердері
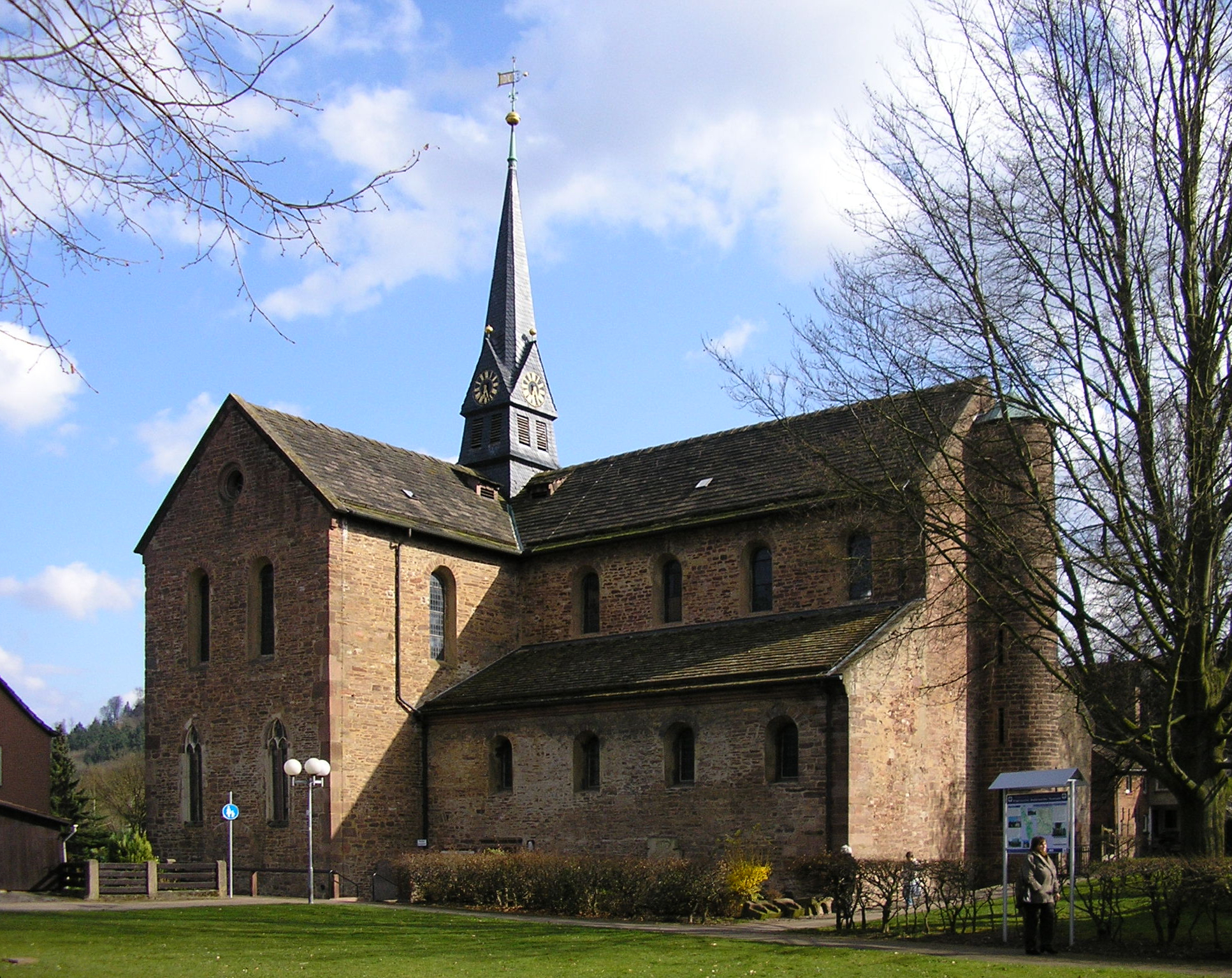
Стара церква у Кернаде